# Jack in the Green: Live in Germany 1970–1993
Jack in the Green: Live in Germany 1970–1993 je video anglické rockové skupiny Jethro Tull, vydané v roce 2008. Obsahuje záznam koncertních vystoupení skupiny v Německu v letech 1970 až 1993.

## Seznam stop DVD
Rockpop in Concert - 1982
1. Fallen on Hard Times (Ian Anderson, Dave Pegg)
2. Pussy Willow (Anderson)
3. Heavy Horses (Anderson, Pegg)
4. Jack in the Green (Anderson)
5. Keyboard solo (Instrumental) (John Evan, Pegg)
6. Sweet Dream (Anderson)
7. Aqualung (Anderson)
8. Locomotive Breath (Anderson)
9. Cheerio (Anderson)

Rocksummer - 1986
1. Hunting Girl (Anderson)

Out in the Green - 1986
1. Thick as a Brick (Anderson)
2. Black Sunday (Anderson)
3. Improvisation II (Barre, Anderson)

Live - 1993
1. Too Old to Rock and Roll, Too Young to Die (Anderson)
2. My Sunday Feeling (Anderson)

Beat-Club 1970 – 1971
1. So Much Trouble (Anderson)
2. With You There to Help Me (Anderson)
3. Nothing is Easy (Anderson)

## Obsazení
- Ian Anderson – zpěv, flétna, kytara (1967-2014)
- Martin Barre – elektrická kytara (1968-2014)
- John Evan – klávesy (1970–1980)
- Peter Vettese – klávesy, vocoder (1982–1986; studio – 1989)
- Andrew Giddings – klávesy (1991–2007)
- Glenn Cornick – baskytara (1967–1970; died 2014)
- Dave Pegg – baskytara (1979–1995)
- Clive Bunker – bicí (1967–1971)
- Gerry Conway – bicí (1982; studio – 1987–1988)
- Doane Perry – bicí (2007-2012)